# Dion Kacuri
Dion Kacuri (Baden, 11 febbraio 2004) è un calciatore svizzero, centrocampista del Basilea.

## Carriera

### Club
Kacuri è entrato a far parte del settore giovanile del Grasshoppers nel 2017, proveniente dalla YF Juventus. Ha debuttato in prima squadra il 31 ottobre 2021 in occasione dell'incontro di Super League vinto 3-1 contro il Sion ed il 12 gennaio dell'anno successivo ha firmato il suo primo contratto professionistico.
Il 4 settembre 2022 è stato schierato per la prima volta nell'11 iniziale ed ha anche trovato la sua prima rete nel successo per 3-0 sul Winterthur.
Il 12 luglio 2024 passa ufficialmente in prestito annuale all'Yverdon.

### Nazionale
Ha giocato nelle nazionali giovanili svizzere Under-18, Under-19 ed Under-21.

## Statistiche

### Presenze e reti nei club
Statistiche aggiornate al 12 luglio 2024.
| Stagione               | Squadra                | Campionato             | Campionato | Campionato | Coppe nazionali | Coppe nazionali | Coppe nazionali | Coppe continentali | Coppe continentali | Coppe continentali | Altre coppe | Altre coppe | Altre coppe | Totale | Totale | Totale |
| Stagione               | Squadra                | Comp                   | Pres       | Reti       | Comp            | Pres            | Reti            | Comp               | Pres               | Reti               | Comp        | Pres        | Reti        | Pres   | Reti   |        |
| ---------------------- | ---------------------- | ---------------------- | ---------- | ---------- | --------------- | --------------- | --------------- | ------------------ | ------------------ | ------------------ | ----------- | ----------- | ----------- | ------ | ------ | ------ |
| 2020-2021              | Grasshoppers U21       | 1L                     | 1          | 0          |                 | -               | -               |                    | -                  | -                  |             | -           | -           | 1      | 0      |        |
| 2021-2022              | Grasshoppers U21       | 1L                     | 19         | 5          |                 | -               | -               |                    | -                  | -                  |             | -           | -           | 19     | 5      |        |
| 2022-2023              | Grasshoppers U21       | 1L                     | 3          | 1          |                 | -               | -               |                    | -                  | -                  |             | -           | -           | 3      | 1      |        |
| 2023-gen. 2024         | Grasshoppers U21       | 1L                     | 3          | 1          |                 | -               | -               |                    | -                  | -                  |             | -           | -           | 2      | 1      |        |
| Totale Grasshopper U21 | Totale Grasshopper U21 | Totale Grasshopper U21 | 25         | 7          |                 | -               | -               |                    | -                  | -                  |             | -           | -           | 25     | 7      |        |
| 2021-2022              | Grasshoppers           | ASL                    | 8          | 0          | CS              | 0               | 0               |                    | -                  | -                  |             | -           | -           | 8      | 0      |        |
| 2022-2023              | Grasshoppers           | ASL                    | 13         | 1          | CS              | 1               | 0               |                    | -                  | -                  |             | -           | -           | 14     | 1      |        |
| 2023-gen. 2024         | Grasshoppers           | ASL                    | 7          | 0          | CS              | 2               | 0               |                    | -                  | -                  |             | -           | -           | 9      | 0      |        |
| Totale Grasshopper     | Totale Grasshopper     | Totale Grasshopper     | 28         | 1          |                 | 3               | 0               |                    | -                  | -                  |             | -           | -           | 31     | 1      |        |
| gen.-giu. 2024         | Basilea                | ASL                    | 11         | 0          | CS              | 1               | 0               |                    | -                  | -                  |             | -           | -           | 12     | 0      |        |
| Totale carriera        | Totale carriera        | Totale carriera        | 53         | 8          |                 | 3               | 0               |                    | -                  | -                  |             | -           | -           | 56     | 8      |        |